# Rhinoderma darwinii
La rana de Darwin (Rhinoderma darwinii) es una especie de anfibio anuro de la familia Rhinodermatidae. Es un animal endémico de los bosques templados de Chile y Argentina, aunque en este último país su presencia está restringidas a zonas limítrofes con Chile, tanto en la provincia de Neuquén como en la de Río Negro (en los Parques nacionales Lanín y Nahuel Huapi). En Chile habita hasta los 1800 m s. n. m., distribuyéndose desde la ciudad de Concepción hasta Aysén, en las regiones VIII y XI respectivamente. Se encuentra en zonas de vegetación con un estrato tanto cerrado como abierto de especies arbóreas que presentan un dosel superior a los 15 metros de altura, y asociada, según Crump (2002), a Nothofagus sp., alerce (Fitzroya cupressoides) y luma (Amomyrtus luma). La abundancia de la especie es mayor en bosques nativos maduros, los cuales presentan una alta complejidad estructural.

## Morfología y comportamiento
Los machos miden entre 22 y 28 mm de longitud, mientras que el tamaño de las hembras oscila entre 25 y 31 mm. El tamaño corporal de los adultos se asocia positivamente con la estacionalidad de temperatura, siendo este mayor en localidades que presentan una marcada estacionalidad. Exhiben extremidades delgadas y elongadas, de las cuales las posteriores poseen una pequeña membrana entre los dedos I, II y III, estando moderadamente desarrollada entre los dedos III y IV y ausente entre el IV y V dedo. Presenta una cabeza de forma triangular la cual se caracteriza por la presencia de un apéndice nasal cilíndrico. El cráneo está pobremente osificado. Presenta una cintura pectoral de tipo pseudofirmisternia. La piel de la región dorsal es lisa (siendo levemente granular) y con pliegues laterales glandulares. R. darwinii presenta una coloración variable, la cual va desde verde a distintas tonalidades de café, siendo la de la región ventral una pigmentación negra con manchas blancas, la cual se extiende hasta las membranas interdigitales. R. darwinii podría emplear dicha coloración de la zona ventral como medio de disuasión ante la amenaza de potenciales depredadores (coloración aposemática). Posee un canto característico de un tono muy alto similar al emitido por ciertas aves. 

### Reproducción
R. darwinii representa un sobresaliente caso de neomelia dentro de los anfibios. Después de un amplexo (o abrazo nupcial) tenue y breve, la hembra deposita en la tierra una cantidad que varía entre 3 y 30 huevos de unos 4 mm de diámetro. Los machos esperan aproximadamente 14 días (momento en el cual los embriones dan las primeras señales de movimiento), aparentemente sin prestar ningún tipo de cuidado parental a los huevos, tiempo tras el cual introducen los embriones en su boca, los cuales se deslizan por las hendiduras vocales y alcanzan el saco vocal. Rhinoderma darwinii posee un desarrollo larvario completo al interior del saco vocal del macho, por un periodo que generalmente dura entre 6 a 8 semanas y que ocurre entre primavera y  otoño. Luego de la metamorfosis, las pequeñas crías abandonan la boca de su progenitor por una abertura ubicada por debajo de la lengua. La reproducción es irregular, pudiendo darse durante todo el año, pero siendo la incubación de las larvas más frecuente entre los meses de diciembre y marzo.

## Conservación
R. darwinii es una especie amenazada de extinción (catalogada como En Peligro por la Lista Roja de Especies Amenazadas de la Unión Internacional para la Conservación de la Naturaleza) principalmente por la pérdida de su hábitat a causa del reemplazo por plantaciones forestales y actividades tanto agrícolas como ganaderas. Las especie podría verse afectada negativamente por la degradación del bosque nativo producto de la tala, pastoreo e incendios. Además, los individuos de esta especie son altamente susceptibles de desarrollar la enfermedad conocida como quitridiomicosis, presentando altas tasas de mortalidad que podrían llevar a declinaciones y extirpaciones poblacionales. Un estudio científico de 2023 predijo que, de continuar la actual tendencia climática, esta especie vería reducido su rango de distribución, amenazando seriamente su supervivencia.
Actualmente existe una organización no gubernamental con base en Chile que lleva el nombre de esta especie, la cual trabaja en la conservación de la misma y de otros anfibios de Chile (ONG Ranita de Darwin). Además, en el año 2018 se lanzó la "Estrategia Binacional de Conservación de la Ranitas de Darwin".